# La Ramajería

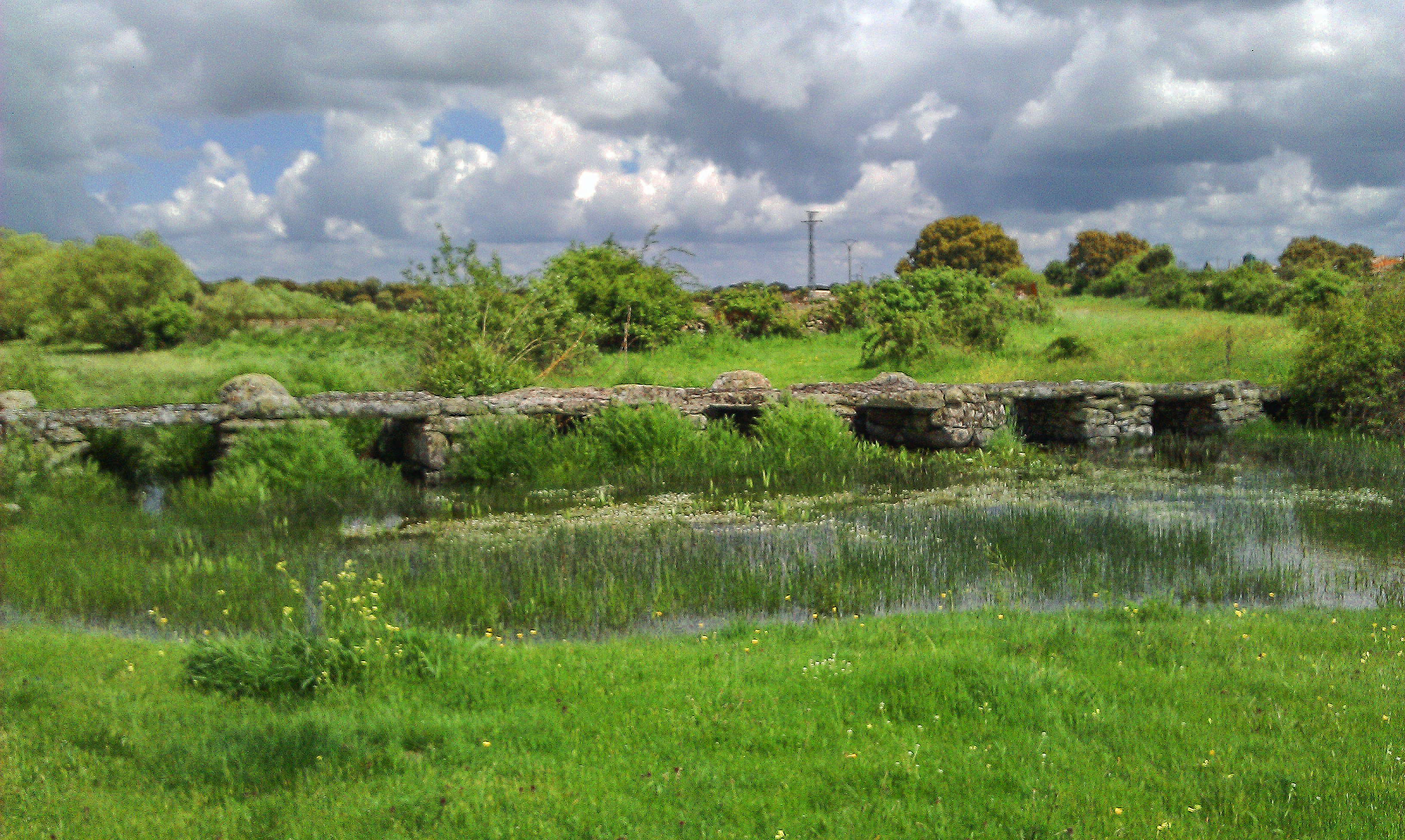
As pontes e as riveras, características do campo nos povos de La Ramajería.

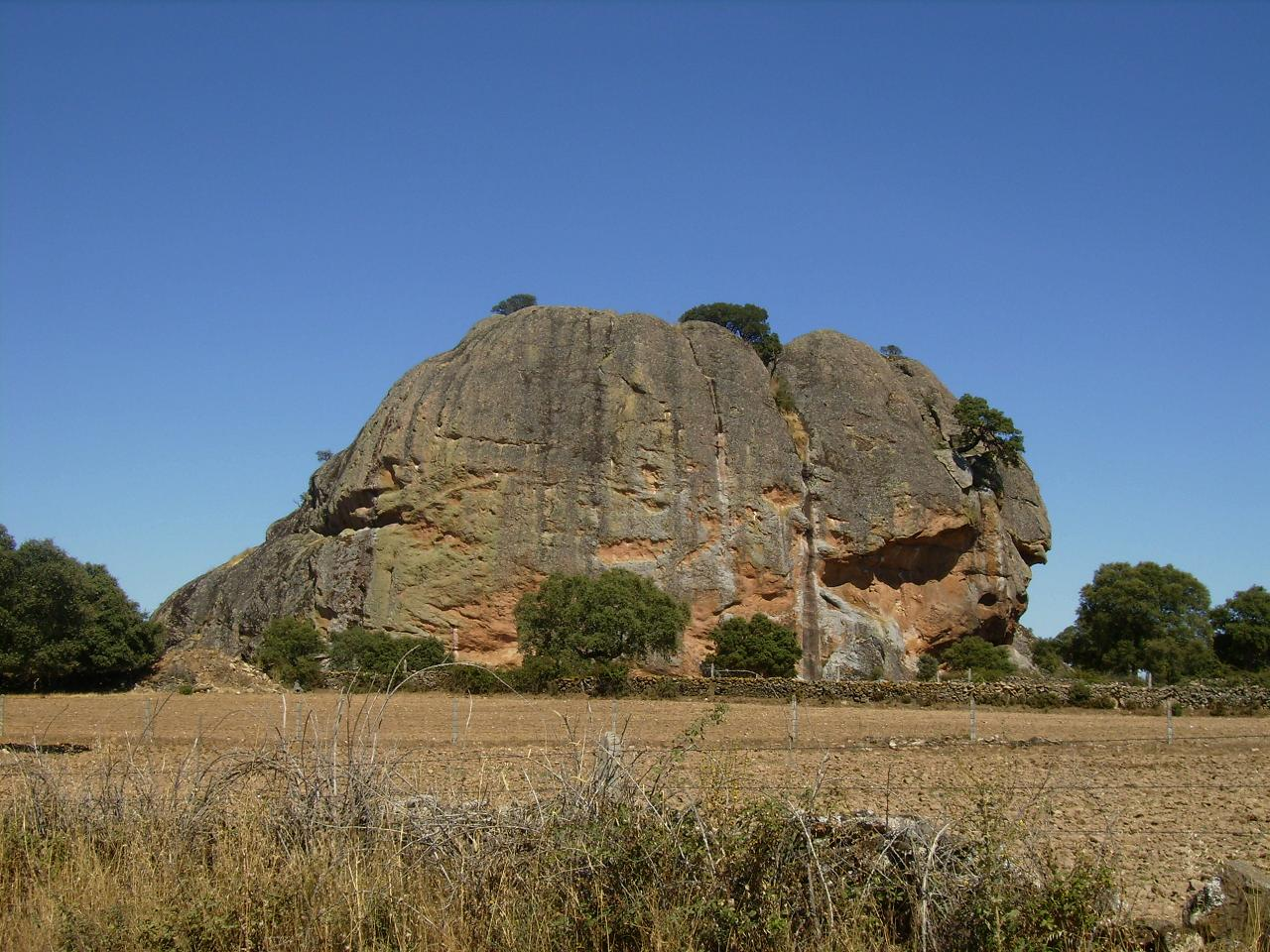
A penha gorda do povo de La Peña, monumento natural da comarca.

La Ramajería é uma subcomarca da Tierra de Vitigudino, na comarca de Vitigudino, província de Salamanca, comunidade autónoma de Castela e Leão, Espanha. Os seus limites não se correspondemà com uma divisão administrativa, mas com uma demarcação etnográfica e agrária.

## Geografia

### Demarcação
Compreende 23 concelhos: Ahigal de Villarino, Almendra, Barceo, Barruecopardo, Brincones, Cabeza del Caballo, Cerezal de Peñahorcada, El Manzano, El Milano, Encinasola de los Comendadores, Guadramiro, Iruelos, La Peña, La Vídola, La Zarza de Pumareda, Puertas, Saldeana, Sanchón de la Ribera, Trabanca, Valderrodrigo, Valsalabroso, Villar de Samaniego e Villasbuenas. As localidades de Cabeza de Framontanos e La Zarza de Don Beltrán são também ramajeras, ainda que hoje em dia são anexas do concelho de Vilarinho de Aires, que pertence à comarca de A Ribeira (As Arribas). O livro de Antonio Llorente Maldonado, estudoso da zona, contém um erro e é que diz que Barruecopardo e Saldeana, à beira oeste, não pertencem a La Ramajería, mas sim à Tierra de Vitigudino. La Ramajería é uma subcomarca da Tierra de Vitigudino já que estas localidades, que não pertencem nem à A Ribeira (As Arribas) nem à El Abadengo, também são ramajeras.